# Katharine Graham
Katharine Meyer "Kay" Graham (New York, 16 giugno 1917 – Boise, 17 luglio 2001) è stata una giornalista e editrice statunitense.
Fu la prima donna a dirigere una grande casa editrice di un importante quotidiano americano. Diresse il giornale di famiglia, The Washington Post, per oltre due decenni, guidandolo nel periodo di maggiore fama, quello legato alla copertura dello scandalo Watergate, che alla fine portò alle dimissioni del presidente Richard Nixon. Il suo libro di memorie, Personal History, vinse il premio Pulitzer nel 1998.

## Biografia

### Primi anni di vita, istruzione e inizio carriera

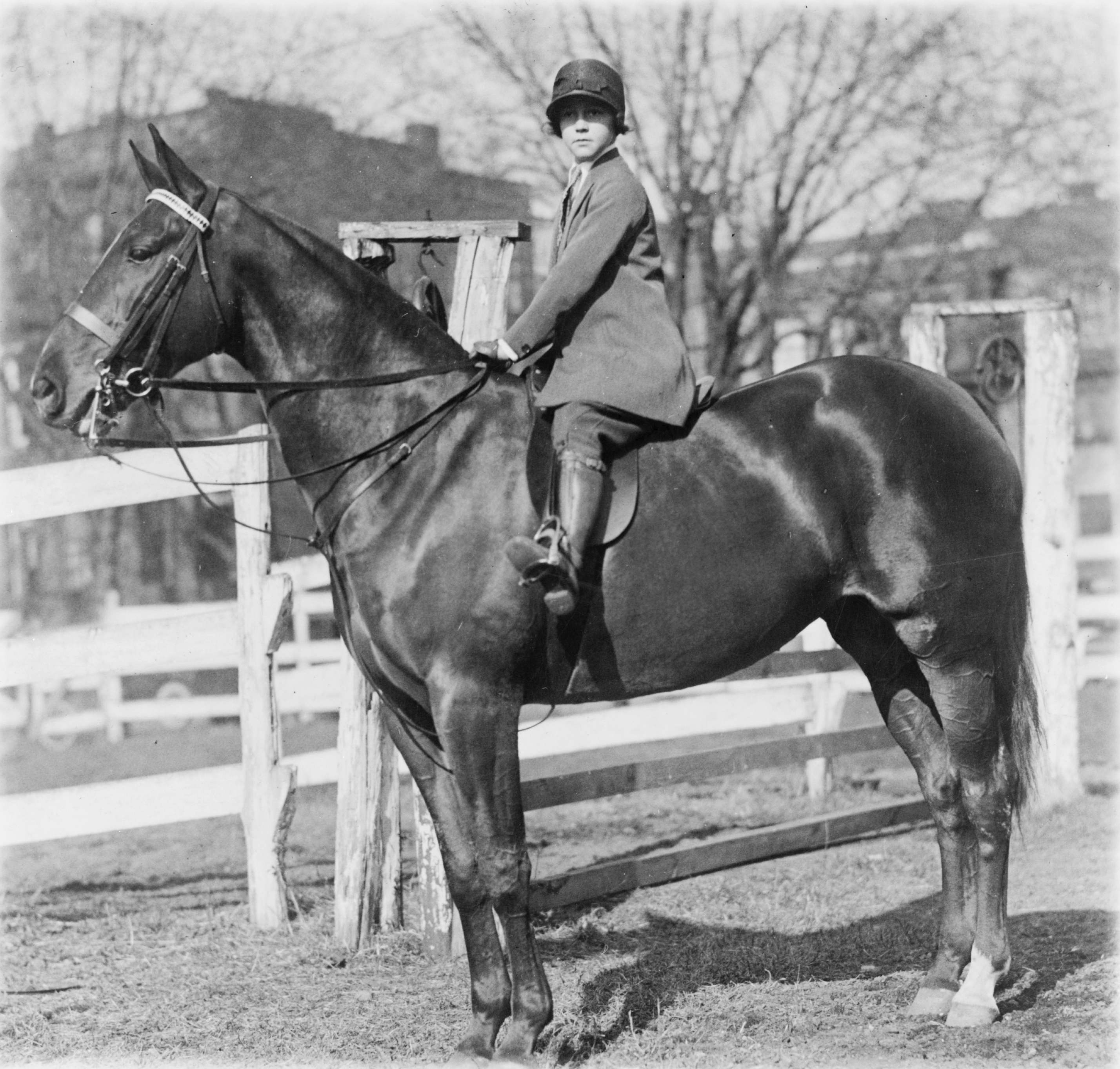
Katharine Graham da bambina

Katharine nacque nel 1917 in una famiglia benestante di New York, da Agnes Elizabeth Ernst e Eugene Meyer, un finanziere e, più tardi, il presidente della Federal Reserve; suo nonno era Marc Eugene Meyer, importante finanziere egli stesso; e il suo bisnonno era il rabbino Joseph Newmark. Suo padre comprò The Washington Post nel 1933 da un'asta fallimentare. La madre di Graham era una bohémien intellettuale, amante dell'arte e attivista politica nel Partito Repubblicano, in rapporti amichevoli  con persone famose per svariate ragioni, come Auguste Rodin, Marie Curie, Thomas Mann, Albert Einstein ed Eleanor Roosevelt. Lavorava come giornalista in un momento storico in cui la professione non era comune tra le donne. Il padre di Katharine era ebreo e sua madre era luterana (da una famiglia di discendenza tedesca). Insieme ai suoi quattro fratelli, Katharine fu battezzata come luterana ma frequentò una chiesa episcopale. I suoi fratelli erano: Florence Meyer, Eugene Meyer III (Bill), Ruth Meyer e Elizabeth Meyer.
I genitori possedevano diverse case in tutto il paese, ma vivevano principalmente tra un vero e proprio "castello" a Mount Kisco, nello Stato di New York, e una casa più piccola a Washington. Graham non vide molto i suoi genitori durante la sua infanzia poiché entrambi viaggiavano molto, e fu per questo motivo che fu allevata in parte da tate, governanti e tutori. Katharine visse una relazione tesa con sua madre. Si dice che la madre, Agnes, fosse rigida e condiscendente nei confronti di Katharine, il che ebbe un impatto negativo sulla sua autostima.
Katharine studiò alla Madeira School (a cui suo padre aveva donato molti terreni) e frequentò il Vassar College prima di trasferirsi all'Università di Chicago. A Chicago si interessò molto dei problemi legati al lavoro. Dopo la laurea lavorò per un breve periodo in un giornale di San Francisco dove, tra le altre cose, si occupò di seguire un importante sciopero da parte dei lavoratori delle banchine.
La sorella di suo padre, Florence Meyer Blumenthal, istituì il premio Blumenthal, attribuito a pittori, scultori, decoratori, incisori, scrittori e musicisti durante il periodo 1919-1954. Sua sorella maggiore Florence Meyer (1911-1962) fu una fotografa di successo e sposò l'attore Oskar Homolka. Katherine Meyer iniziò a lavorare per il Post nel 1938.

### Vita privata
Il 5 giugno 1940 si sposò, in una cerimonia luterana, con Philip Graham, laureato alla Harvard Law School e assistente del giudice della Corte suprema Felix Frankfurter. Ebbero una figlia, Lally Morris Weymouth, nata nel 1943, e tre figli: Donald Edward Graham (nato nel 1945), William Welsh Graham (1948-2017) e Stephen Meyer Graham (nato nel 1952). Era affiliata alla religione luterana.

### Il marito editore delPost
Philip Graham divenne l'editore del Post nel 1946, quando Eugene Meyer affidò la gestione del giornale a suo genero. Katharine racconta nella sua autobiografia, Personal History, come non si sentisse offesa dal fatto che suo padre avesse dato l'incarico a Philip piuttosto che a lei: "Lungi dal preoccuparmi che mio padre pensò mio marito e non a me, mi ha fatto piacere. Infatti, non mi è mai passato per la mente che potesse considerarmi come qualcuno che avrebbe accettato un lavoro importante sul giornale". Eugene Meyer divenne poi presidente della Banca Mondiale, ma lasciò l'incarico dopo solo sei mesi. Fu presidente della Washington Post Company fino alla sua morte nel 1959; gli subentrò Philip Graham e la compagnia si espanse con gli acquisti di emittenti televisive e della rivista Newsweek.

### Vita sociale e politica
I Graham erano membri importanti della scena sociale di Washington e divennero amici di John F. Kennedy, Jacqueline Kennedy Onassis, Robert F. Kennedy, Lyndon B. Johnson, Robert McNamara, Henry Kissinger, Ronald Reagan, Nancy Reagan e molti altri. Nella sua autobiografia del 1997 Graham commenta più volte quanto suo marito fosse vicino ai politici del suo tempo (fu determinante, ad esempio, nel promuovere Johnson alla candidatura come vicepresidente dei Democratici nel 1960), e come tale vicinanza personale con i politici divenne in seguito inaccettabile nel mondo del giornalismo. Katherine cercò di spingere l'avvocato Edward Bennett Williams nel ricoprire il ruolo di sindaco nominato ("commissioner-mayor") di Washington nel 1967, ma il ruolo fu assegnato all'avvocato uscito dalla Howard University Walter Washington.
Graham era anche conosciuta per una lunga amicizia con Warren Buffett, il cui fondo Berkshire Hathaway possedeva una quota rilevante nel Post.

### Malattia e morte del marito
Philip Graham soffrì di alcolismo e di problemi psichici durante il matrimonio con Katharine, avendo sbalzi d'umore.
La vigilia di Natale del 1962 Katharine scoprì che suo marito aveva una relazione con Robin Webb, una giornalista australiana di Newsweek. Philip dichiarò che avrebbe divorziato da Katharine per mettersi insieme a Robin e presentò varie proposte per dividere i beni della coppia. Durante una conferenza stampa a Phoenix, Philip apparentemente ebbe un esaurimento nervoso. Fu sedato, riportato a Washington, e trasferito nella struttura psichiatrica di Chestnut Lodge vicino a Washington. Il 3 agosto 1963 si suicidò con un fucile nella residenza "Glen Welby", di proprietà della coppia. Katharine Graham non si risposò mai.

### Guida del Post

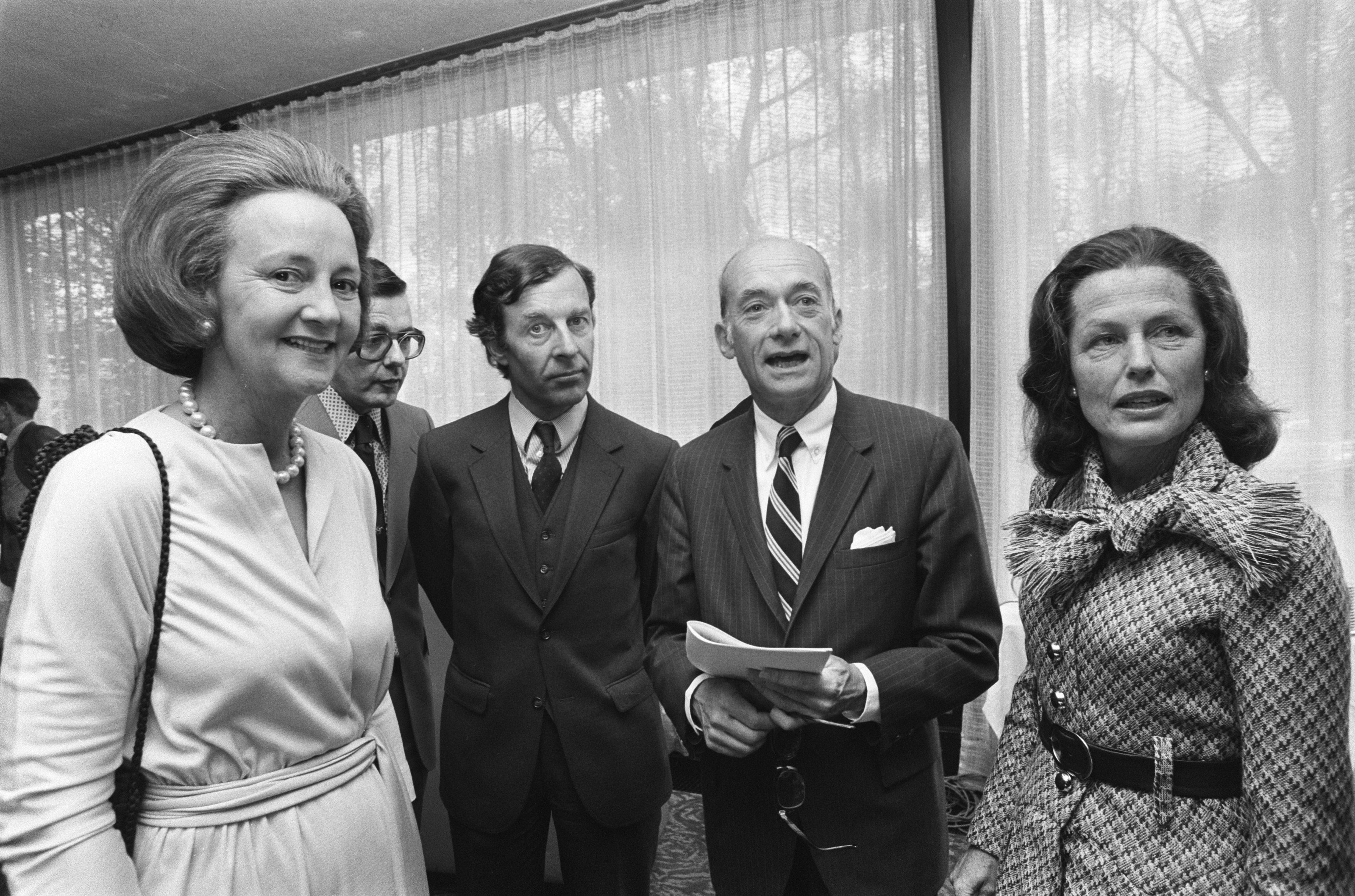
Graham (a sinistra) con l'ambasciatore degli Stati Uniti nei Paesi Bassi e sua moglie (1975)

Katharine Graham assunse le redini dell'azienda e del Post dopo il suicidio di Philip Graham. Nel 1965 nominò Benjamin Bradlee come direttore editoriale e si fece aiutare da Warren Buffett come consigliere finanziario. Buffett nel 1973 entrò con una quota rilevante della proprietà, influenzando molto le decisioni della società.
La Graham fu di fatto editore del giornale dal 1963 in poi, ricoprì l'incarico di presidente a partire dal 1967, quello di editore anche formalmente dal 1969 al 1979 e quello di presidente del consiglio di amministrazione dal 1973 al 1991. Diventò la prima donna CEO di Fortune 500 nel 1972, in qualità di CEO della Washington Post Company.
Essendo l'unica donna ad avere una posizione così alta in una casa editrice, non aveva modelli femminili di riferimento ed ebbe inizialmente molta difficoltà a farsi prendere sul serio da molti dei suoi colleghi e dipendenti. Katharine descrisse nella sua autobiografia la sua mancanza di autostima e la mancanza di fiducia degli altri verso di lei. La convergenza del movimento delle donne con la direzione di Katharine del Post comportò dei cambiamenti nel suo atteggiamento e la spinse anche a promuovere l'uguaglianza di genere all'interno della sua compagnia. 
Nel 1979, fu una delle protagoniste della raccolta di figurine collezionabili Supersisters, che aveva l'obiettivo di proporre modelli femminili di successo in campo politico, sportivo, sociale e culturale.
Suo figlio Donald le subentrò come editore del Post dal 1979 al 2000.

### Watergate
Katharine presiedette il Post in un momento cruciale della sua storia, quando lei e il direttore Bradlee, nel 1971, pubblicarono il contenuto dei Pentagon Papers sulla guerra del Vietnam, e l'anno dopo, quando ebbe un ruolo fondamentale nel rivelare la cospirazione del Watergate, che portò alle dimissioni del presidente Richard Nixon. 
I reporter del Post Bob Woodward e Carl Bernstein riferirono a Graham e Bradlee gli elementi raccolti sul Watergate, e ne ricevettero l'appoggio, pubblicandoli quando pochi altri organi di stampa ne parlavano.
In concomitanza con lo scandalo Watergate, la Graham fu oggetto di una delle minacce più note nella storia giornalistica degli Stati Uniti. Si verificò nel 1972, quando il procuratore generale di Nixon, John Newton Mitchell, aveva avvertito Bernstein a proposito di un articolo di questi pronto per essere pubblicato: "Katie Graham si farà pinzare una tetta da una grossa molletta se questo viene pubblicato" (Katie Graham's gonna get her tit caught in a big fat wringer if that's published). Il Post pubblicò queste stesse parole, anche se Bradlee censurò la parola "tetta". Graham in seguito osservò che era "particolarmente strano da parte di [Mitchell] chiamarmi Katie, come nessuno mi ha mai chiamato".

### Opinioni sui rapporti stampa - sicurezza nazionale
Lasciato il ruolo di editore del Post nel 1979, mantenne l'incarico di presidente del consiglio di amministrazione di The Washington Post Company fino al 1991. Nel novembre del 1988, durante la vicenda Iran-Contras, Graham tenne una conferenza ai dipendenti della CIA, dove affrontò il tema dei rapporti tra la stampa e i servizi segreti: "Viviamo in un mondo sporco e pericoloso. Ci sono alcune cose che il pubblico non ha bisogno di sapere e che non dovrebbe sapere. Credo che la democrazia sia migliore quando il governo può prendere provvedimenti di legge per mantenere i suoi segreti e quando la stampa può decidere se stampare ciò che sa".

## Altre realizzazioni e riconoscimenti

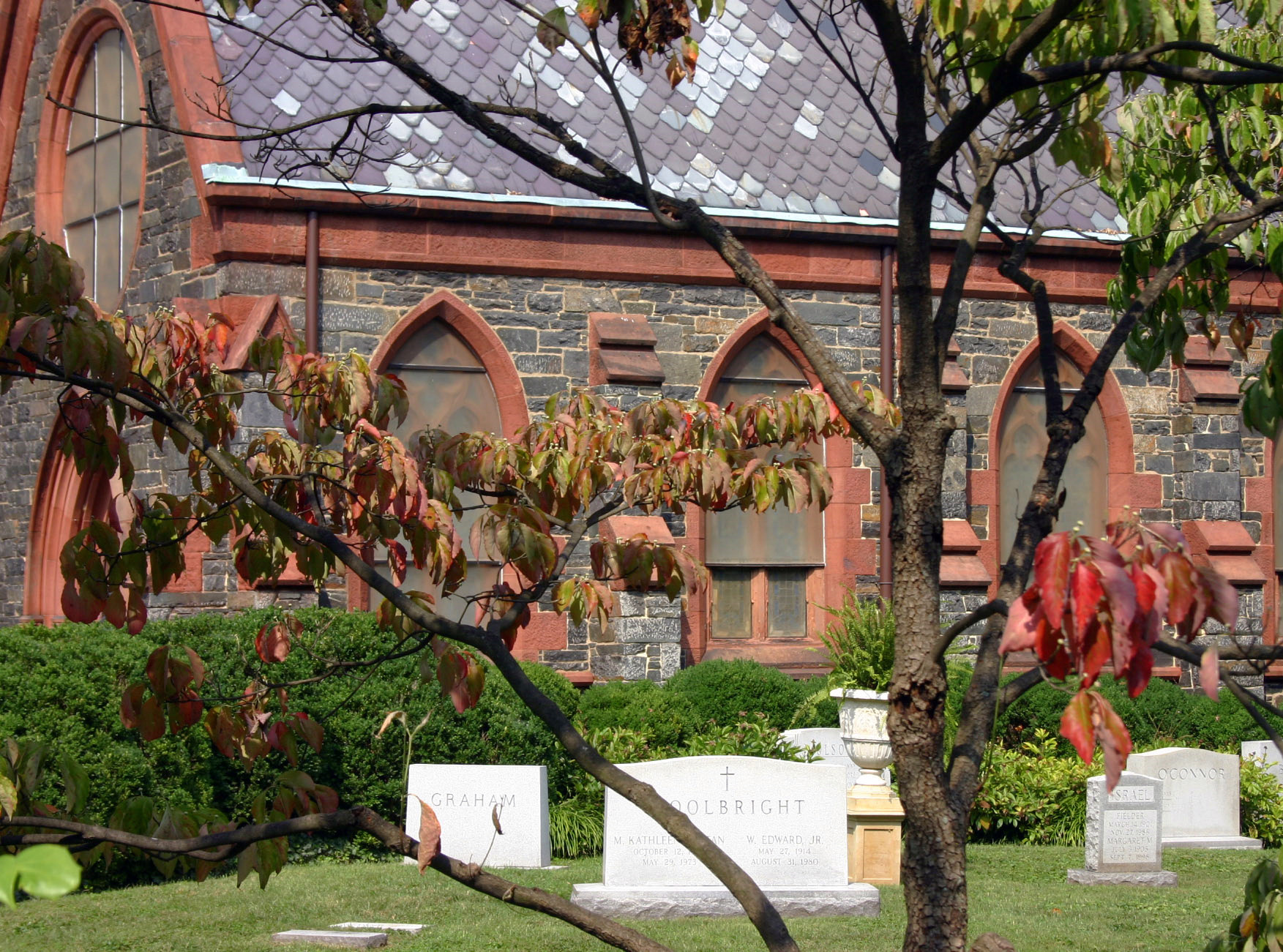
La lapide di Graham (a sinistra), situata accanto alla cappella del cimitero di Oak Hill a Washington

Graham aveva forti legami con la famiglia Rockefeller, servendo sia come membro del consiglio della Rockefeller University sia come "close friend" per il Museum of Modern Art, dove fu premiata come destinataria del David Rockefeller Award per l'illuminata generosità e la difesa dei diritti culturali e sforzi civici.
- Nel 1966 Truman Capote organizzò una serata di gala con balli, denominata Black and White Ball, in onore di Katharine Graham
- Nel 1973 Graham ha ricevuto l'Elijah Parish Lovejoy Award e una laurea honoris causa in giurisprudenza presso il Colby College.
- Nel 1975 Graham ha ricevuto il premio "Roger Horchow" per il miglior servizio pubblico da un cittadino privato, un premio assegnato annualmente dai Jefferson Awards.[23]
- Nel 1979 fu prodotto e distribuito il set di carte commerciali Supersisters; una delle carte conteneva il nome e l'immagine di Graham.[24]
- Nel 1979 Deborah Davis pubblicò un libro intitolato Katharine the Great su Graham.
- Nel 1987 Graham vinse il Walter Cronkite Award per l'eccellenza nel giornalismo.[25]
- Nel 1988 Graham fu eletta membro della American Academy of Arts and Sciences.[26]
- Graham ha pubblicato le sue memorie, Personal History, nel 1997. Il libro ha vinto il premio Pulitzer nel 1998.
- Nel 1997 ha ricevuto la medaglia dalle quattro libertà.
- Nel 2000 Graham fu nominata tra uno dei 50 World Press Freedom Heroes dell'International Press Institute negli ultimi 50 anni.[27]
- Nel 2002 Graham ebbe il riconoscimento, postumo, della Medaglia presidenziale della libertà del presidente George W. Bush.
- Nel 2002 Graham fu inserita nella National Women's Hall of Fame.[28]

## Morte
Il 14 luglio 2001 Katharine cadde e batté la testa mentre visitava Sun Valley, nell'Idaho; morì tre giorni dopo. I suoi funerali si sono svolti nella cattedrale nazionale di Washington. Katharine Graham è sepolta nel cimitero storico di Oak Hill, dall'altra parte della strada rispetto alla sua ex casa a Georgetown.

## Nella cultura di massa
- Meryl Streep ha interpretato Graham nel film del 2017 del regista Steven Spielberg The Post.

## Opere
- Le carte segrete del Post. Dai Pentagon Papers al Watergate, traduzione di G. Moro, Compagnia Editoriale Aliberti, 2018,  p. 176, ISBN 978-88-9323-248-7.